# RapidShare
RapidShare var et delvist gratis enkelt-klik fildelings website, formodentlig en af de største internationalt, som blev styret og administreret fra Schweiz (tidligere Tyskland). 
Siden blev finansieret af Google AdSense[kilde mangler] og ved brugerbetaling, da det kun var muligt at downloade med fuld hastighed og hente flere filer inden for et tidsrum på et par timer, såfremt man var betalende bruger.
RapidShare er i nogle tilfælde blevet kædet sammen med det ulovlige "Warez" (ulovligt delte computerprogrammer). Dette tog RapidShare afstand fra. Det er ikke muligt at kontrollere så mange filer.
Den 19. januar 2007 vandt ophavsretsinstitutionen GEMA (Gesellschaft für musikalische Aufführungs- und mechanische Vervielfältigungsrechte) imidlertid retssagen imod både RapidShare.de og RapidShare.com. Webstedet er nede efter at landsretten i Tyskland har dømt en midlertidig nedlukning af dette, da det er anklaget for at dele ophavsretsligt beskyttede materialer.

## Ekstern henvisning
- rapidshare.com

| Internet | Spire Denne internet-relaterede artikel er en spire som bør udbygges. Du er velkommen til at hjælpe Wikipedia ved at udvide den. |